# 253

## Decese
- Aemilianus, împărat roman (n.c. 207)
- Trebonianus Gallus, împărat roman (n. 206)
- Volusianus, împărat roman (n. ?)